# کازینتس‌بارتسیکا
کازینتس‌بارتسیکا(به مجاری: Kazincbarcika) در بورشود-آبااوی-زمپلن در کشور مجارستان واقع شده‌است. جمعیت این شهر ۳۰٫۷۰۹ نفر است.

## نگارخانه

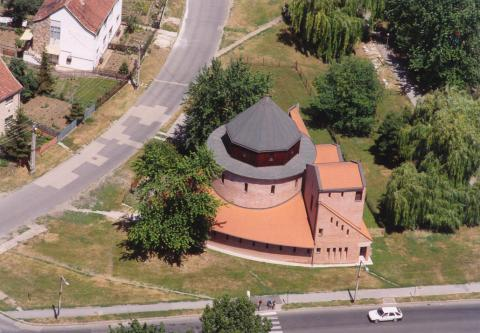
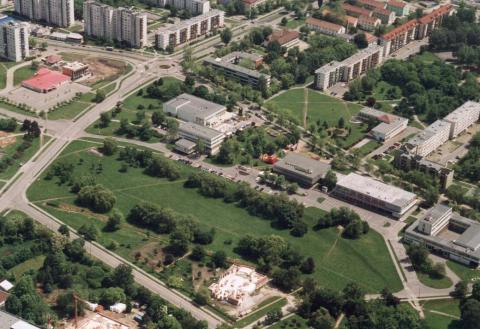
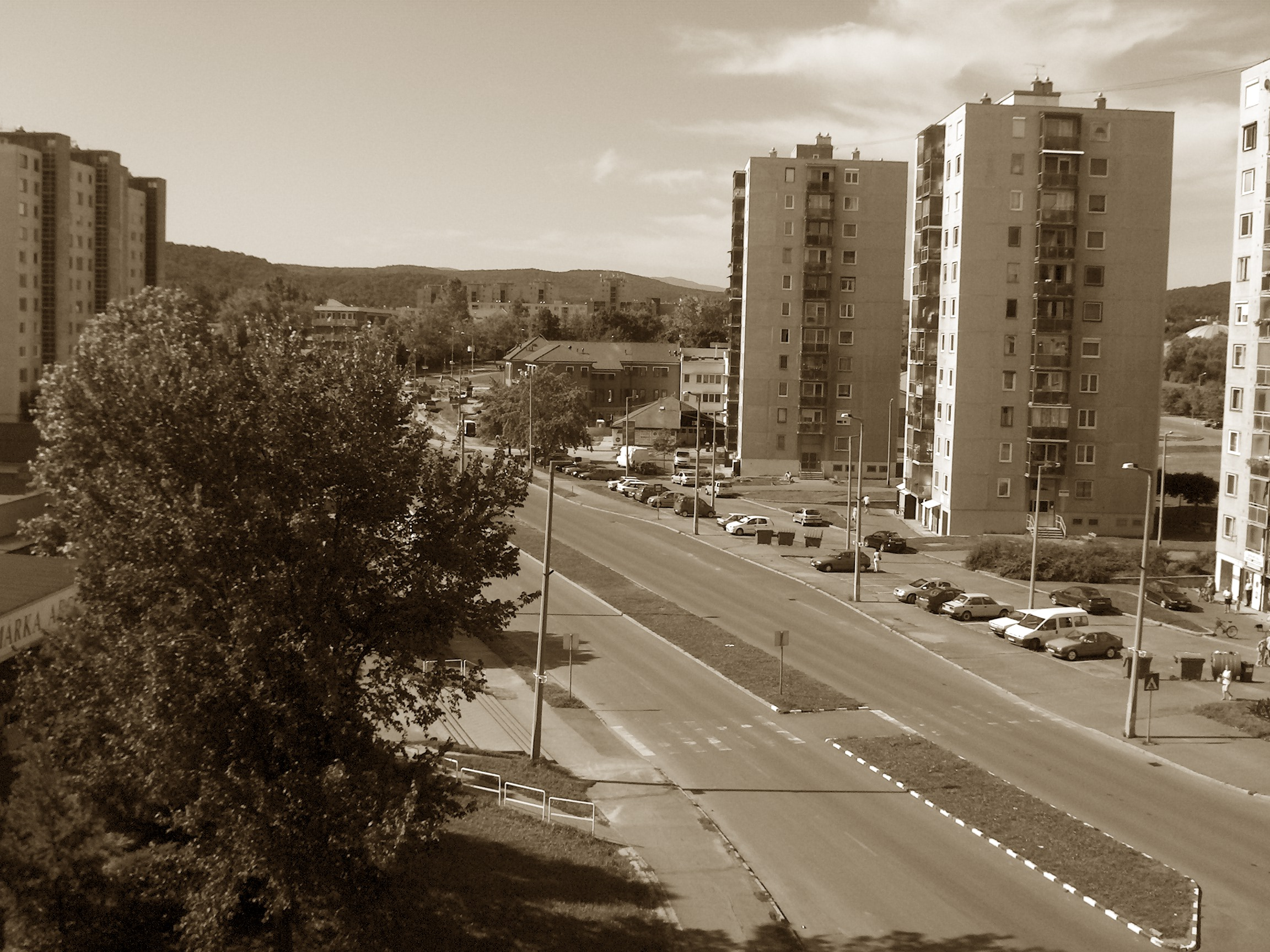

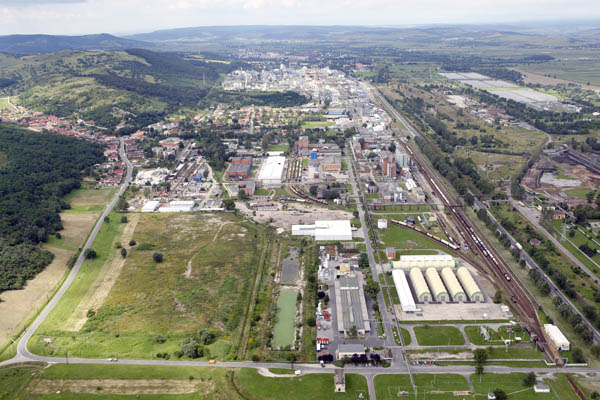
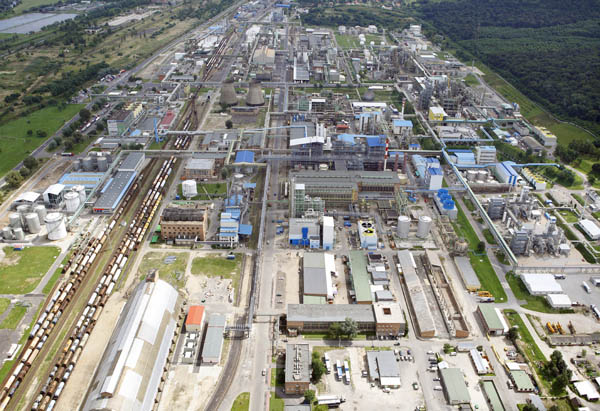